# Kroncong

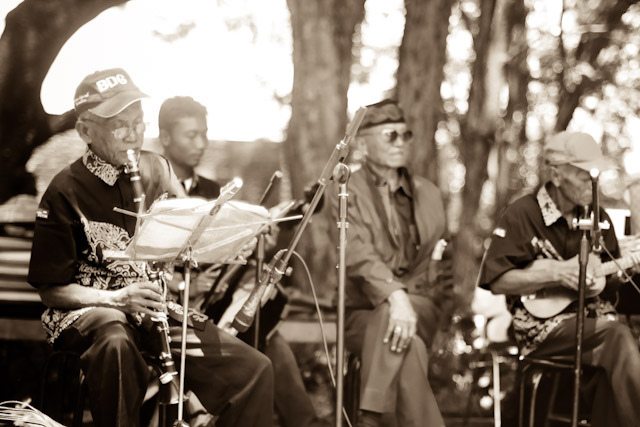
L'orchestra kroncong Merah Putih

Kroncong (pronunciato "kronchong"; in indonesiano anche "Keroncong" e in olandese "Krontjong") è il termine con il quale si designa lo stile musicale tipico dell'Indonesia caratterizzato dall'uso del kroncong (uno strumento simile all'ukulele che per l'appunto fa un suono simile all'onomatopea "chrong-chrong-chrong"). Un'orchestra kroncong o ensemble è costituita tradizionalmente da un flauto, un violino, un paio di kroncongs (ma ne basta anche uno), un violoncello pizzicato, un contrabbasso pizzicato e una cantante.
Il genere nasce come adattamento di una tradizione musicale portoghese, portata dai marinai nelle città portuali indonesiane nel XVI secolo. Alla fine del XIX secolo, raggiunse lo status di musica popolare in tutto l'arcipelago. Il primo complesso in assoluto nella colonia fu la Lief Java.